# Волас (Калифорнија)
Волас (енгл. Wallace) насељено је место без административног статуса у америчкој савезној држави Калифорнија.

## Демографија
По попису из 2010. године број становника је 403, што је 183 (83,2%) становника више него 2000. године.
| Група             | 2000.       | 2010.       |
| Белци             | 191 (86,8%) | 334 (82,9%) |
| Афроамериканци    | 3 (1,4%)    | 3 (0,7%)    |
| Азијати           | 5 (2,3%)    | 10 (2,5%)   |
| Хиспаноамериканци | 9 (4,1%)    | 32 (7,9%)   |
| Укупно            | 220         | 403         |